# 337 (عدد)
 337 هو عدد صحيح، يلي العدد 336 ويسبق العدد 338.

## في الرياضيات

### خصائص
- عدد طبيعي.[3]
- عدد فردي.[4][5]

- عدد موجب،[6] السالب منه هو - 337.[7]

## في التاريخ
- 337 هـ هي سنة في التقويم الهجري.
- هي سنة  337 م في التقويم الميلادي.

## وصلات خارجية
الأعداد الصاتمة، ديوان اللغة العربية.